# Tề Thái công (Điền Tề)
Điền Tề Thái công (tiếng Trung: 田齊太公; bính âm: Tián Qí Tài Gōng; ?-384 TCN), là người cai trị từ năm 386 TCN đến 384 TCN của nước Tề, một thế lực chính vào thời Chiến Quốc trong lịch sử Trung Quốc. Ông là người cai trị đầu tiên thuộc gia tộc Điền của nước Tề, thay thế họ Khương vốn đã cai trị nước Tề trong suốt sáu thế kỷ.
Tên gia tộc (thị) của Thái công là Điền (田), và họ (tính) là Quy (媯). Thụy hiệu của ông là Tề Thái công, song thường được gọi là Điền Tề Thái công để phân biệt với Khương Tử Nha, Thái công của Lữ thị họ Khương, người lập ra nước Tề vào thế kỷ 11 TCN.

## Trị vì
Kể từ khi cụ nội của Điền Hòa là Điền Hằng giết chết Tề Giản công vào năm 481 TCN, những người lãnh đạo của gia tộc Điền trở thành người cai trị trên thực tế của nước Tề. Năm 404 TCN, Điền Hòa kế vị anh trai Điền Điệu tử (田悼子) chức vụ lãnh đạo gia tộc Điền. Trên danh nghĩa thì ông phụng sự cho Tề Khang công, song trên thực tế thì ông mới là người cai trị đất nước.
Điền Hòa đã nhờ Ngụy Vũ hầu nói tốt cho mình với Chu An Vương, người cai trị Trung Quốc trên danh nghĩa. Năm 386 TCN, An Vương chính thức công nhận Điền Hòa là người cai trị nước Tề, chấm dứt hơn sáu thế kỷ cai trị của Khương thị. Điền Hòa trở thành người cai trị hợp pháp đầu tiên của Điền thị, và có thụy hiệu là Tề Thái công. Ông sau đó cho lưu đày Khang công đến một thành bên bờ biển, Khang công sống tại đó được bảy năm rồi qua đời vào năm 379 TCN.
Thái công qua đời vào năm 384 TCN, chỉ hai năm sau khi chính thức lên ngôi. Kế vị ông là con trai Điền Diệm, người này về sau bị em trai Điền Ngọ giết chết, Điền Ngọ lên ngôi và trở thành Tề Hoàn công.

## Lăng mộ
Lăng của Thái công nằm gần thôn Trình Gia Câu (程家沟) tại hương Phổ Thông (普通乡), Thanh Châu, Sơn Đông. Cấu trúc còn tồn tại có kích thước 190 mét (620 ft) từ đông sang tây, 84 mét (276 ft) từ bắc xuống nam, và cao 30 mét (98 ft). Bảy lăng mộ khác được biết đến của những người cai trị Điền Tề nay được bảo vệ với vị thế là một đơn vị bảo hộ văn vật trọng điểm toàn quốc của Trung Quốc. Từ năm 2008, chúng đã được liệt vào danh sách Di sản thế giới dự kiến của UNESCO với vị thế là một bộ phận của quần thể kinh thành và lăng mộ nước Tề.